# Bathpalathang Airport
Bathpalathang Airport är en flygplats i Bhutan vid staden Jakar.   Den ligger i distriktet Bumthang, i den centrala delen av landet. Bathpalathang Airport ligger 2 580 meter över havet.
Terrängen runt Bathpalathang Airport är kuperad söderut, men norrut är den bergig. Bathpalathang Airport ligger nere i en dal. Närmaste större samhälle är Jakar, 1,6 kilometer söder om Bathpalathang Airport.
I omgivningarna runt Bathpalathang Airport växer i huvudsak blandskog.